# Thomisus bueanus
Thomisus bueanus es una especie de araña cangrejo del género Thomisus, familia Thomisidae. Fue descrita científicamente por Strand en 1916.

## Distribución
Esta especie se encuentra en Camerún.